# Медаль «За отличие в охране Государственной границы»
Медаль «За отличие в охране Государственной границы» – ведомственная награда Комитета национальной безопасности Республики Казахстан. Учреждён на основании Указа Президента Республики Казахстан от 27 мая 2002 года № 882 «О некоторых вопросах символов и ведомственных наград органов национальной безопасности Республики Казахстан». Указом Президента Республики Казахстан от 30 сентября 2011 года за № 155 в описание медали внесены изменения.

## Положение
Награждаются военнослужащие органов национальной безопасности Республики Казахстан, а также граждане (в том числе и иностранные), за:
- храбрость и самоотверженность, проявленные в боевых действиях с диверсионно-разведывательными группами, при задержании нарушителей государственной границы Республики Казахстан;
- умелое руководство боевыми действиями пограничного наряда при защите неприкосновенности границы Республики Казахстан;
- высокую бдительность и инициативные действия, в результате которых были задержаны нарушители государственной границы;
- умелую организацию пограничной службы и примерную работу по укреплению государственных границ Республики Казахстан;
- вклад в укрепление государственных границ Республики Казахстан;
- безупречное несение службы по охране государственной границы Республики Казахстан;
- активную помощь соединениям и частям Пограничной службы в их служебно-боевой деятельности по охране государственных границ Республики Казахстан.

## Описание знака

### с 2002 по 2011 годы
- Аверс
- Реверс

Медаль «Шекараны үздік күзеткені үшін» представляет собой металлический круг серебристого цвета, тонированный под старинное серебро, диаметром 32 мм. Медаль по диаметру с обеих сторон имеет выступающий бортик высотой 1 мм и шириной 0,5 мм.
На лицевой стороне медали, по центральной оси вертикально, на фоне стилизованного шанырака расположено изображение пограничного столба с гербом Республики Казахстан. Размеры герба Республики Казахстан 3,2 х 3 мм, пограничного столба 27 х 5 мм, диаметр изображения шанырака 24 мм. Справа и слева между бортиком медали и шаныраком расположен орнамент в виде обрамленного лентой лаврового венка из двух симметрично расположенных ветвей. Ширина ленты 2 мм.
На оборотной стороне медали, в верхней её части, изображена выполненная в четыре строки надпись: «Шекараны үздік күзеткені үшін». Высота букв 2 мм. Ниже надписи расположено изображение парящего орла. Максимальное расстояние между концами его крыльев 24 мм. Все изображения и надписи выпуклые.
Медаль с помощью ушка и кольца крепится к пятиугольной колодке, верхняя часть которой обтянута шелковой муаровой лентой. Размер колодки 28х18 мм, ширина ленты 24 мм. Нижняя часть колодки украшена национальным орнаментом. Вдоль краев справа и слева ленты вертикально расположены продольная голубая окантовка, затем идут, чередуясь, зеленая, желтая, зеленая, желтая, посередине – полоса небесно-голубого цвета. Ширина голубой окантовки, зеленых и желтых полос по 1,5 мм, полосы небесно-голубого цвета – 9 мм.
На обороте колодки имеется соответствующее приспособление для крепления к одежде награждённого.

### с 2011 года
Медаль представляет собой тонированный металлический круг серебристого цвета диаметром 34 мм. Медаль по краю имеет выступающий бортик высотой 1 мм и шириной 0,5 мм. На лицевой стороне медали, по центральной оси вертикально, на фоне стилизованного шанырака диаметром 24 мм расположено изображение пограничного столба размером 27 х 5 мм с Государственным Гербом размером 3,2 х 3 мм. Справа и слева между бортиком медали и шаныраком расположен орнамент в виде обрамленного лентой лаврового венка из двух симметрично расположенных ветвей. Ширина ленты 2 мм. Рельеф медали блестящий.
На оборотной стороне медали в верхней части изображена выполненная в четыре строки надпись "ШЕКАРАНЫ ҮЗДІК KYЗETKEHI YШIH". Высота букв 2 мм. Ниже надписи расположено изображение парящего орла. Максимальное расстояние между концами его крыльев 24 мм.
Все изображения и надписи выпуклые.
Медаль с помощью ушка и кольца крепится к шестиугольной колодке размером 50 х 33 мм, обтянутой шелковой муаровой лентой. По краям ленты вертикально расположена продольная голубая окантовка, затем идут, чередуясь, зеленая, желтая, зеленая, желтая, посередине - полоса голубого цвета. Ширина голубой окантовки 1,8 мм, зеленых и желтых полос по 1,5 мм, полоса голубого цвета 17,4 мм.
Медаль при помощи булавки с визорным замком крепится к одежде.